# Dosa

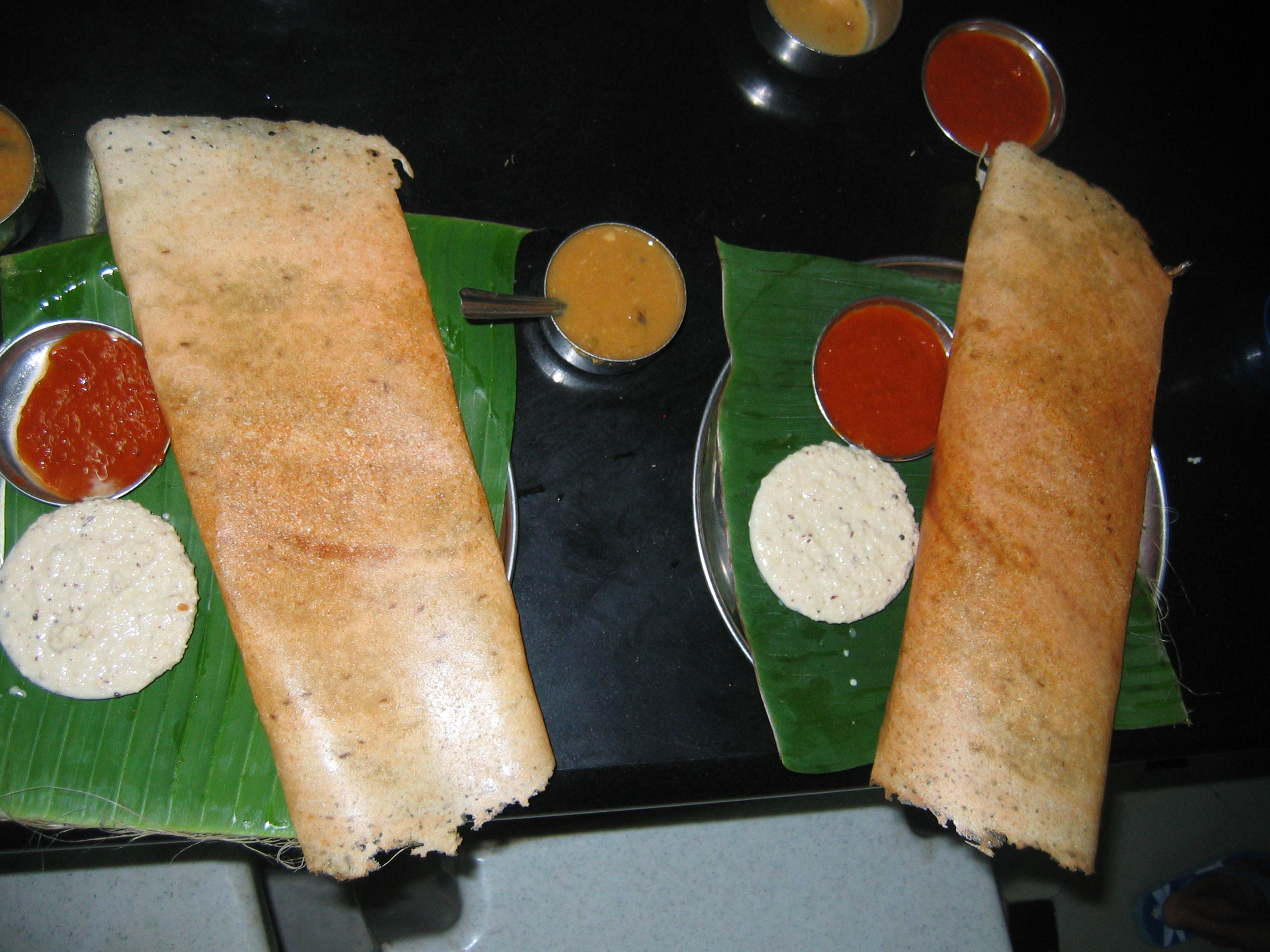
Typische Dosa mit Kokos-Chutney und Sambar

Dosa oder Dosai (Kannada: ದೋಸೆ dōse [d̪oːse], Malayalam: ദോശ dōśa [d̪oːɕa], Tamil: தோசை tōcai [d̪oːsɛi̯], Telugu: దోస dōsa [d̪oːsa]) ist ein Gericht der südindischen Küche. Bei Dosa handelt es sich um eine Art Pfannkuchen, der traditionell auf einer gusseisernen Platte zubereitet wird. Er besteht aus einem meist fermentierten Teig aus Reis und Hülsenfrüchten, Urdbohnen oder Mungbohnen. Dosa wird oft zum Frühstück verzehrt. Es gibt regional  unterschiedliche Zubereitungsarten von Dosa, mit verschiedenen Hauptzutaten und unterschiedlichen Chutneys, Füllungen und Beilagen. So gibt es zum Beispiel Dosas, welche ausschließlich aus Reismehl hergestellt werden (z. B. die Neer Dosa aus Mangaluru), und andere, welche nur aus einer bestimmten Linsensorte oder sogar aus Mischung verschiedener Zutaten hergestellt werden.
Zu den bekanntesten gehören z. B. das Masala Dosa, welches mit einer würzigen Kartoffelfüllung serviert wird, und der besonders dünne und knusprige Paper Dosa und Rava Dosa, der im Gegensatz zu dem normalen Dosa aus Weizengrieß hergestellt wird. Ein ähnliches Gericht ist Uthappam, das aus dem gleichen Teig, aber als dickerer Fladen gebraten und meist mit Tomaten, Zwiebeln oder anderen Zutaten belegt wird. In Telugu wird sie auch „Attu“ genannt. Pesarattu ist die beliebteste Dosa aus der Region Andhra Pradesh, die aus Mung Dal zubereitet wird.
Da die meisten indischen Restaurants in Deutschland vor allem nordindische Küche servieren, ist Dosa dort nicht weit verbreitet, es passt jedoch zur vermehrt vegetarischen und veganen Ernährung.